# Noisy-le-Roi
Noisy-le-Roi is een gemeente in het Franse departement Yvelines (regio Île-de-France) en telt 8136 inwoners (2005). De plaats maakt deel uit van het arrondissement Saint-Germain-en-Laye.

## Geografie
De oppervlakte van Noisy-le-Roi bedraagt 5,4 km², de bevolkingsdichtheid is 1506,7 inwoners per km².
De onderstaande kaart toont de ligging van Noisy-le-Roi met de belangrijkste infrastructuur en aangrenzende gemeenten.

## Demografie
Onderstaande figuur toont het verloop van het inwonertal (bron: INSEE-tellingen).